# Poeciloneta yanensis
Poeciloneta yanensis – gatunek pająka z rodziny osnuwikowatych, zamieszkujący Rosję.

## Opis
Gatunek opisany na podstawie okazu samca. Długość ciała 1,89 mm, w tym 0,86 mm karapaksu. Szerokość karapaksu 0,71 mm. Barwa karapaksu jasnobrązowa z czarnawą obwódką i ciemnoszarą plamką pośrodku. Odnóża tej samej barwy. Sternum brudno-brunatne.

## Występowanie
Gatunek jest endemitem arktycznej Rosji. Opisany na podstawie okazu odłowionego w rejonie dolnego biegu rzeki Jany w północno-wschodniej Jakucji na granicy tundry i borealnych lasów modrzewiowych.